# Pokrovske, Troițke
Pokrovske (în ucraineană Покровське) este localitatea de reședință a comunei Pokrovske din raionul Troițke, regiunea Luhansk, Ucraina.

## Demografie
Componența lingvistică a localității Pokrovske
     Rusă (90,8%)
     Ucraineană (8,99%)
     Alte limbi (0,1%)
Conform recensământului din 2001, majoritatea populației localității Pokrovske era vorbitoare de rusă (90,8%), existând în minoritate și vorbitori de ucraineană (8,99%).